# Mizengo Pinda
Mizengo Pinda, né le 12 août 1948, est un homme d'État tanzanien. Il est Premier ministre de la Tanzanie entre 2008 et 2015.
Il fut de 1982 à 1992, l'assistant du secrétaire particulier des présidents Julius Nyerere et Ali Hassan Mwinyi.

## Biographie
Pinda est née dans la région de Rukwa. Il est titulaire d'un diplôme en droit de l'Université de Dar es Salaam, qu'il a obtenu en 1974. 
Il a été secrétaire privé adjoint du président de 1982 à 1992 et greffier du Cabinet de 1996 à 2000. Il a été élu député de la circonscription de Mpanda Est aux élections générales de 2000 et il est également devenu sous-ministre au sein du Premier ministre. Bureau de l'administration régionale et des collectivités locales en 2000. Il a été promu au rang de ministre au cabinet du Premier ministre, tout en restant chargé de l'administration régionale et des collectivités locales, au sein du cabinet nommé le 4 janvier 2006.
Le président Kikwete partage un moment de lumière avec le Premier ministre Pinda
Pinda a été nommé Premier ministre par le président Jakaya Kikwete le 8 février 2008, après la démission d' Edward Lowassa pour des allégations de corruption. Il a été confirmé à la quasi-unanimité par le Parlement tanzanien le même jour, avec 279 voix pour, deux contre et une voix gâtée. Pinda a prêté serment en tant que Premier ministre à Chamwino State House à Dodoma le 9 février. Kikwete a annoncé le nouveau Cabinet dirigé par Pinda le 12 février; il était notablement plus petit que le Cabinet précédent, avec 26 ministres, contre 29 dans le Cabinet précédent, et 21 sous-ministres, contre 31 dans le Cabinet précédent. 
Au milieu des critiques et des inquiétudes internationales concernant les niveaux élevés de corruption en Tanzanie, Pinda a déclaré ses avoirs le 14 janvier 2010. Il a déclaré qu'il avait "trois petites maisons [et] aucune action dans aucune entreprise" et que, dans ses comptes bancaires, il tenait moins de 20 000 $. Pinda a également déclaré que sa seule voiture était "celle qui m'a été prêtée en tant que député". 
Le 27 novembre 2014, Pinda a été contraint de démissionner en raison de paiements frauduleux présumés d'une valeur de 120 millions de dollars (76 millions de livres sterling) à une société d'énergie et à de hauts responsables. 
En 2015, il a vainement cherché à être nommé candidat présidentiel du CCM. Il a annoncé en juillet 2015 qu'il ne demanderait pas sa réélection en tant que député de Katavi.